# Pyrgophorus coronatus
Pyrgophorus coronatus là một loài ốc nước ngọt rất nhỏ, động vật thân mềm chân bụng có mài trong họ Hydrobiidae.

## Hình ảnh

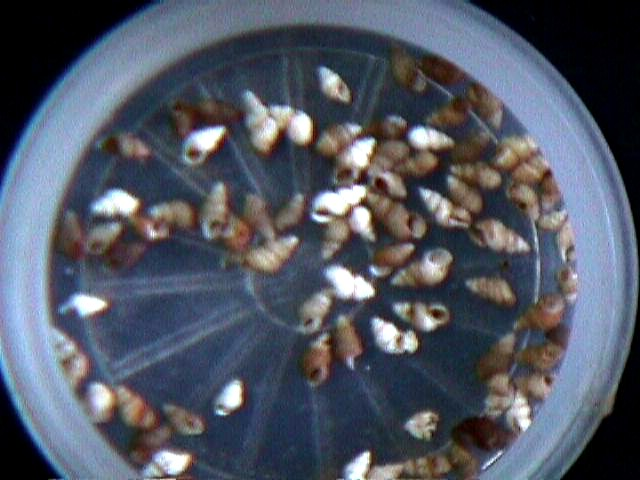